# Доктор Фостер
«Доктор Фостер» (англ. Doctor Foster) ― телевизионный драматический сериал канала BBC One, который впервые был показан 9 сентября 2015 года.

## Сюжет
Сериал рассказывает о докторе Джемме Фостер, которая подозревает, что у её мужа Саймона роман на стороне. Она занимается собственным расследованием, благодаря которому её жизнь раскроется для неё с новой стороны. Сюжетная линия была вдохновлена древнегреческим мифом о Медее, обиженной жене, которая убивает своих детей и отравляет новую невесту своего мужа. Сериал транслировался во многих странах.
Второй сезон сериала начался 5 сентября 2017 года и завершился 3 октября 2017 года. Сюранна Джонс отказалась сниматься в третьем сезоне, сославшись на несовместимость графиков. Бартлетт сказал, что, хотя в истории Джеммы Фостер ещё есть что исследовать, он вернул бы сериал на экраны только в том случае, если бы нужно было рассказать жизненно важную историю. Он написал спин-офф «Жизнь» с участием персонажа Анны Бейкер из первых двух серий.

## В ролях
- Сюранна Джонс ― Джемма Фостер
- Берти Карвел ― Саймон Фостер
- Клэр-Хоуп Эшити ― Карли Уильямс
- Шерил Кемпбелл ― Хелен Фостер
- Джоди Комер ― Кейт Паркс
- Навин Чоудри ― Анвар
- Виктория Хэмилтон ― Анна Бейкер
- Том Тейлор ― Том Фостер
- Марта Хоу-Дуглас ― Бекки Хьюз
- Адам Джеймс ― Нил Бейкер
- Тасита Джаясандера ― Рос Махендра
- Сара Стюарт ― Сьюзи Паркс
- Нил Стук ― Крис Паркс
- Роберт Пью ― Джек Рейнольдс
- Рикки Никсон ― Джек Рейнольдс

## Производство
Сериал был снят по заказу Шарлотты Мур и Бена Стивенсона. Исполнительными продюсерами выступили Роанна Бенн, Грег Бренман, Джуд Ликнаицки и Мэтью Рид. Съемки проходили в Грин-Лейн, Кроксли-Грин, Хартфордшир, Копс-Вуд-Уэй, Нортвуд, Лондон, Энфилд и на Рыночной площади в Хитчине в Хартфордшире. Съемка места операции проходила в Медицинском центре Шахмат в Чешеме в Баксе, переименованном в Медицинский центр Парминстера для шоу. Железнодорожной станцией, показанной в сериале, послужила станция Энфилд-Чейз. Сцена, в которой Том играет в футбол, была снята в хоккейном центре Саутгейт, Энфилд.
В конце первого сезона было объявлено, что будет и второй сезон с участием Сюранны Джонс и Берти Карвела. На 21-й Национальной телевизионной премии Джонс объявила, что съемки нового сезона начались в сентябре 2016 года.
Второй сезон начался 5 сентября 2017 года и завершился 3 октября 2017 года. Канал Би-би-си ещё не подтвердил, будет ли третий сезон, хотя сценарист Майк Бартлетт не отрицает эту возможность.

## Прием
В целом, сериал был тепло принят. Первый сезон получил положительные отзывы критиков, а Люси Мэнган из газеты Guardian назвала его «захватывающим образцом медленно отравляющегося брака», хотя она выразила опасения, что сериал превратится в очередную мелодраму. В обзоре для Daily Telegraph Майкл Хоган дал драме четыре звезды из пяти, описав её как «острый и кусачий гвоздь».

## Награды и номинации
| Год  | Ассоциация                        | Категория         | Работа        | Результат |
| ---- | --------------------------------- | ----------------- | ------------- | --------- |
| 2016 | National Television Awards        | New Drama         | Doctor Foster | Победа    |
| 2016 | National Television Awards        | Drama Performance | Suranne Jones | Победа    |
| 2016 | Broadcasting Press Guild Awards   | Best Drama        | Doctor Foster | Номинация |
| 2016 | Broadcasting Press Guild Awards   | Best Actress      | Suranne Jones | Победа    |
| 2016 | Broadcasting Press Guild Awards   | Best Writer       | Mike Bartlett | Номинация |
| 2016 | Royal Television Society Awards   | Best Actress      | Suranne Jones | Победа    |
| 2016 | British Academy Television Awards | Best Mini-series  | Doctor Foster | Номинация |
| 2016 | British Academy Television Awards | Best Actress      | Suranne Jones | Победа    |
| 2018 | National Television Awards        | Drama Performance | Suranne Jones | Победа    |
| 2018 | National Television Awards        | Drama             | Doctor Foster | Победа    |

## Трансляция
Премьера сериала состоялась в Австралии 17 ноября 2015 года на канале BBC First, в Новой Зеландии 17 января 2016 года на TV One, во Франции 15 июня 2016 года на C8, в Польше 3 августа 2016 года на канале Ale Kino+, в Швеции 15 августа 2016 года на канале SVT1 и в Финляндии 28. Февраль 2018 года на канале Yle TV1. Сериал вышел в эфир в США на канале Lifetime в апреле 2016 года под названием «Доктор Фостер: Презираемая женщина» и начал транслироваться на Netflix в октябре 2016 года. В Испании первая часть сериала была впервые показана на канале Nova в июне 2018 года и снова выйдет в эфир на канале Antena 3 с двумя сериями в неделю с 5 сентября и 6 сентября соответственно.

## Адаптации
| Страна           | Название                 | Канал                           | Выход                        |
| ---------------- | ------------------------ | ------------------------------- | ---------------------------- |
| Франция          | Infidèle Unfaithful      | TF1                             | 7 января — ноябрь 2019       |
| Россия           | Скажи правду Tell truth  | Россия-1                        | 11 марта — 14 марта 2019     |
| Индия            | Out of Love              | Hotstar                         | 22 ноября 2019 — 14 мая 2021 |
| Республика Корея | The World of the Married | JTBC                            | 27 марта — 16 мая 2020       |
| Турция           | Sadakatsiz Unfaithful    | Kanal D                         | 7 октября 2020 — сейчас      |
| Филиппины        | The Broken Marriage Vow  | Kapamilya Channel (ABS-CBN) A2Z | 2021                         |